# Stefan Vogel (Botaniker)
Stefan Paul Vogel (* 4. April 1925 in Dresden; † 5. November 2015 in Maria Enzersdorf) war ein deutscher Botaniker und Hochschullehrer.

## Leben und Wirken
Stefan Vogel wurde 1949 an der Naturwissenschaftlichen Fakultät der Universität Mainz mit der Dissertation Zeichnungsmuster und Farbwechsel der Blüten zum Doktor der Biologie promoviert. Im Jahr 1958 habilitierte er sich an der Universität Mainz mit der Schrift Organographie der Blüten kapländischer Ophrydeen mit Bemerkungen zum Koaptations-Problem: T. 1: Disinae und Satyriina. Von 1962 bis 1963 war er an der Naturwissenschaftliche Fakultät der Universität Mainz Privatdozent, von 1963 bis 1964 Wissenschaftlicher Rat, von 1964 bis 1972 Außerplanmäßiger Professor und von 1972 bis 1973 Professor und Abteilungsvorsteher. Im Folgenden war er Ordentlicher Professor an der Freien Universität Berlin von 1973 bis 1977, an der Universität Wien von 1977 bis 1981 und an der Universität Mainz von 1981 bis zu seiner Emeritierung im Jahr 1990. Sodann war er von 1994 bis 2015 Honorarprofessor an der Universität Wien.

## Herausragende Forschungsleistungen
Stefan Vogel erbrachte eine Reihe von herausragenden Forschungsleistungen. Unter anderem leistete er mit der Entdeckung der „Parfümblumen“ und ihrer Bestäubung durch hochspezialisierte, männliche Prachtbienen (Apidae-Euglossini) einen bahnbrechenden Beitrag zur Blütenökologie. Nachdem mehr als 250 Jahre lang nur Pollen und Nektar als florale Beköstigungsmittel bekannt waren, entdeckte er ein völlig neuartiges florales Sammelgut exklusiv für männliche Prachtbienen und klärte eine der faszinierendsten Tier-Pflanzen-Interaktionen auf. Darüber hinaus trug er wesentlich zur Kenntnis und zum Verständnis der Morphologie, Anatomie und Verhaltensbiologie der Prachtbienen bei.
Weiters erforschte er einen weiteren neuen Blumentypus, und zwar die Ölblumen. In mehr als 20, teils sehr umfangreichen Publikationen wies Vogel Ölblumen in zehn Familien meist tropisch- und subtropischer Verbreitung nach und klärte den Bestäubungsmodus auf. Zudem war er Vorreiter in der Untersuchung der Fledermausblütigkeit. Auf mehreren Reisen, zunächst nach Südamerika, später auch nach Westafrika und Südostasien, konnte er erstmals für einige Gattungen oder sogar Familien Fledermausbestäubung feststellen. Außerdem erwarb er sich auf dem Gebiet der wissenschaftlichen Forschung Meriten mit seinen Studien zu den Blütendüften.

## Wissenschaftliche Mitgliedschaften
- ab 1975: Mitglied bei der Akademie der Wissenschaften und der Literatur Mainz[1]
- ab 1989: Mitglied bei der Academia Nacional de Ciencias Córdoba[1]
- ab 2002: Ehrenmitglied bei der Botanical Society of America[1]

## Schriften (Auswahl)
- Zeichnungsmuster und Farbwechsel der Blüten. Universität Mainz, Dissertation, Mainz 1949.
- Organographie der Blüten kapländischer Ophrydeen mit Bemerkungen zum Koaptations-Problem: T. 1: Disinae und Satyriinae. Universität Mainz, Habilitationsschrift, Mainz, 1958.
- Fledermausblumen in Südamerika. Ein Beitrag zur Kenntnis des chiropterophilen Stiltypus. – Österr. Bot. Z., 1958, 104, S. 491–530.
- Fledermausblumen und Blumenfledermäuse in Südamerika. – Umschau in Wissenschaft und Technik, 58, 1958, S. 761–763.
- Chiropterophilie in der neotropischen Flora. Neue Mitteilungen I, 1968 – Flora Abt. B 157, S. 562–602.
- Chiropterophilie in der neotropischen Flora. Neue Mitteilungen II, 1969 – Flora Abt. B 158, S. 185–222.
- Chiropterophilie in der neotropischen Flora. Neue Mitteilungen III, 1969 – Flora Abt. B 158, S. 289–323.
- Neu erkannte bzw. neu dokumentierte Fledermausblumen aus drei Kontinenten. Botanikertagung Gießen, 1988, Tagungsband, S. 188.
- mit I. Sazima, I. und M. Sazima: Bat pollination of Encholirium glaziovii, a terrestrial bromeliad. – Pl. Syst. Evol. 168, 1989, S. 167–179.